# Maloe Martovo, Pavlovo
Maloe Martovo (în rusă Малое Мартово) este o localitate rurală din cadrul selsovietului Kalinin⁠(d), raionul Pavlovo.